# Athesans-Étroitefontaine
Athesans-Étroitefontaine és un municipi francès, situat al departament d'Alt Saona i a la regió de Borgonya - Franc Comtat. L'any 1999 tenia 564 habitants.